# Никиппа
Никиппа (др.-греч. Νικίππη) — супруга Сфенела (сына Персея и Андромеды) и дочь Пелопа, царя Элиды, и Гипподамии. Мать Еврисфея. Когда Алкмена должна была родить Геракла, Зевс дал клятву, что первый герой, родившийся в этот день, станет владыкой над потомками Персея и будет править всеми земными народами. Гера ускорила роды Никиппы и первым на свет появился Еврисфей.